# Australiphthiria albocapitis
Australiphthiria albocapitis är en tvåvingeart som först beskrevs av Roberts 1929.  Australiphthiria albocapitis ingår i släktet Australiphthiria och familjen svävflugor. Inga underarter finns listade i Catalogue of Life.